# Ibateguara (kommun)
Ibateguara är en kommun i Brasilien.   Den ligger i delstaten Alagoas, i den östra delen av landet, 1 500 km nordost om huvudstaden Brasília. Antalet invånare är 15 133.
Följande samhällen finns i Ibateguara:
- Ibateguara

Omgivningarna runt Ibateguara är en mosaik av jordbruksmark och naturlig växtlighet. Runt Ibateguara är det ganska tätbefolkat, med 56 invånare per kvadratkilometer.